# 水腎症
水腎症（すいじんしょう、hydronephrosis）とは、尿路通過障害などのため腎盂や尿管が拡張した状態を言う。尿路通過障害のほか膀胱尿管逆流症が原因の場合もある。
先天性水腎症では発生異常、後天性水腎症では尿路結石、腫瘍、炎症などを原因とする。
両側の尿路閉塞では腎後性無尿を生じ、急性腎不全になる。一時的に経皮的腎瘻を造設することもあるが、通過障害の原因を取り除くことが第一である。